# Gertrud Stavling
Gertrud Fredrika Stavling, född 10 januari 1918 i Södra Sandsjö, död 18 oktober 2008 i Stockholm, var en svensk målare och möbelarkitekt.
Hon var dotter till lantbrukaren JF Ehn och Jenny Johansson och från 1943 gift med Rune Stavling. Efter utbildning till möbelarkitekt hos arkitekt Carl Lyberg Bondesson 1936–1940 studerade hon målning vid Ollers och Skölds målarskolor i Stockholm 1942–1944 samt för Isaac Grünewald 1945 och Börjesons skulpturskola 1945 därefter studerade hon en kortare tid vid olika målarskolor i Paris 1949. Som specialelev studerade hon dekorativt måleri vid Konstfackskolan 1952. Under sina barns uppväxt 1945–1949 målade hon bara sporadiskt men medverkade i utställningar med Årsta konstförening. I slutet av 1950-talet tog hon upp sitt skapande på allvar och ställde ut separat på Galerie Æsthetica och hon medverkade i sommarsalongerna i Visby, Liljevalchs Stockholmssalonger samt utställningen Sju målarinnor som visades i Spånga 1966 och tillsammans med Matts Jungstedt ställde hon ut i Växjö. Hennes konst består av landskap från Medelhavet, västkusten och Mallorca.